# Rosko (gromada)
Rosko – dawna gromada, czyli najmniejsza jednostka podziału terytorialnego Polskiej Rzeczypospolitej Ludowej w latach 1954–1972.
Gromady, z gromadzkimi radami narodowymi (GRN) jako organami władzy najniższego stopnia na wsi, funkcjonowały od reformy reorganizującej administrację wiejską przeprowadzonej jesienią 1954 do momentu ich zniesienia z dniem 1 stycznia 1973, tym samym wypierając organizację gminną w latach 1954–1972.
Gromadę Rosko z siedzibą GRN w Rosku utworzono – jako jedną z 8759 gromad na obszarze Polski – w powiecie czarnkowskim w woj. poznańskim, na mocy uchwały nr 18/54 WRN w Poznaniu z dnia 5 października 1954. W skład jednostki weszły obszary dotychczasowych gromad Biała, Rosko i Wrzeszczyna ze zniesionej gminy Rosko w tymże powiecie. Dla gromady ustalono 21 członków gromadzkiej rady narodowej.
1 lipca 1968 do gromady Rosko włączono miejscowość Ciszkowo z gromady Czarnków w tymże powiecie.
4 lipca 1968 do gromady Rosko włączono miejscowości Hamrzysko, Krucz i Kruteczek ze zniesionej gromady Krucz w tymże powiecie.
1 stycznia 1969 z gromady Rosko wyłączono część obszaru wsi Ciszkowo, stanowiącą Goraj-Zamek i Goraj-leśnictwo, włączając ją do wsi Góra w gromadzie Czarnków w tymże powiecie.
1 stycznia 1970 do gromady Rosko włączono 477,01 ha z miasta Wieleń w tymże powiecie.
Gromada przetrwała do końca 1972 roku, czyli do kolejnej reformy gminnej.